# フィリップ・フランツ・ルサージュ・デ・リシェー
フィリップ・フランツ・ルサージュ・デ・リシェー（Philipp Franz LeSage de Richee, 生没年不詳）は、17世紀ドイツで活躍したフランス出身のリュート奏者。フランスのリュート奏者ムートンに師事したとされる。

## 作品
1695年に出版（1735年に再版）されたリュート曲集「CABINET der LAUTEN（リュートの飾り棚）」が知られる。同曲集には100曲の自作のほか、ロジーの作品1曲の計101曲を収める。